# Januw
Januw (hebr.: ינוב) – moszaw położony w samorządzie regionu Lew ha-Szaron, w Dystrykcie Centralnym, w Izraelu.

## Historia
Moszaw został założony w 1950 przez imigrantów z Jordanii.

## Gospodarka
Gospodarka moszawu opiera się na intensywnym rolnictwie.

## Komunikacja
Na północ od moszawu przebiega droga ekspresowa nr 57  (Netanja–Niccane Oz).